# Coupe de France 1933/34

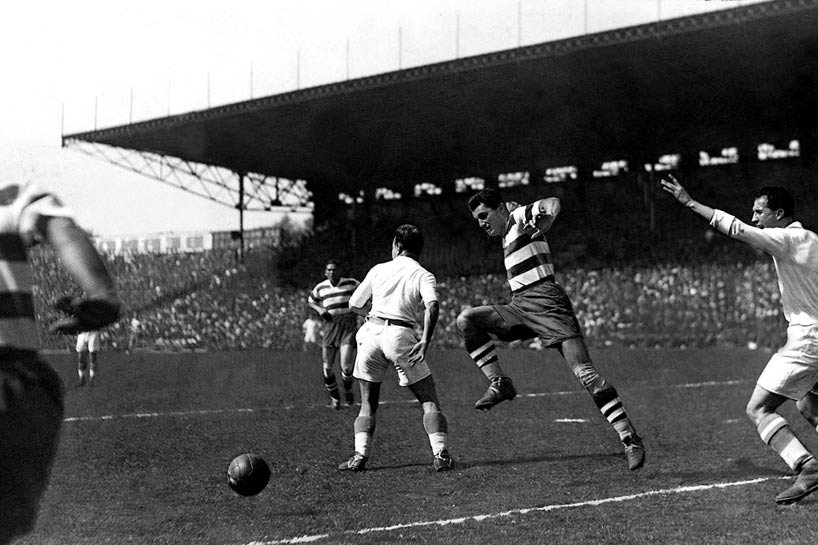
de finale

Het seizoen 1933/34 was het zeventiende seizoen van de Coupe de France in het voetbal. Het toernooi werd georganiseerd door de Fédération Française de Football Association (FFFA).
1933/34 was tevens het seizoen dat de landelijke professionele Division 2 van start ging met 23 clubs in twee groepen, inclusief zes clubs uit de Nationalliga van 1932/33 die vanaf dit jaar in Division 1 was herbenoemd en waarin veertien clubs in één liga uitkwamen.
Dit seizoen namen er 540 clubs aan deel (68 meer dan de record deelname in het vorige seizoen). De competitie ging in de zomer van 1933 van start en eindigde op 6 mei 1934 met de finale in het Stade Olympique Yves-du-Manoir in Colombes. In de finale stonden dezelfde clubs als in 1924, FC Sète (voor de vijfde keer finalist) en Olympique Marseille (voor de vierde keer finalist). De zege ging voor de tweede keer naar FC Sète die Olympique Marseille met 2-1 versloeg.
FC Sète was de eerste Franse club die in hetzelfde seizoen zowel landskampioen als bekerwinnaar werd.

## Uitslagen

### 1/32 finale
De 1/32e finale was de vijfde ronde, inclusief de voorronde. De wedstrijden werden op 10 december 1933 gespeeld.
| Winnaar             | Uitslag | Verliezer             |
| ------------------- | ------- | --------------------- |
| FC Sète             | 10-0    | CD Español Bordeaux   |
| Olympique Marseille | 14-1    | US Cazères            |
| Olympique Lille     | 6-0     | SC Reims              |
| RC Roubaix          | 3-1     | SCO Angers            |
| AC Amiens           | 2-0     | Énergie Troyes        |
| Stade Rennes        | 4-0     | Stade Morlaix         |
| US Tourcoing        | 5-2     | Iris Club Lillois     |
| FC Rouen            | 5-1     | Stade Roubaix         |
| SO Montpellier      | 4-3 nv  | Stade Français        |
| FC Mulhouse         | 3-1 nv  | ES Bully              |
| RC Paris            | 5-1     | EA Guingamp           |
| RC Arras            | 3-1 nv  | SC Fives              |
| CA Paris            | 1-0 nv  | US Valenciennes-Anzin |
| AS Cannes           | 4-3 nv  | Hyères FC             |
| AS Saint-Étienne    | 3-2     | US Forbach            |
| Excelsior Roubaix   | 1-0     | CO Billancourt        |

| Winnaar              | Uitslag | Verliezer               |
| -------------------- | ------- | ----------------------- |
| SO Béziers           | 3-0     | SC Saint-Étienne        |
| Club Français        | 5-3     | AS Brest                |
| FC Saint-Louis 1911  | 1-0     | Red Star Olympique      |
| US Bruay             | 1-0     | FC Metz                 |
| RC Lens              | 5-0     | US Deux-Vireux          |
| FC Antibes           | 3-1     | FC Bischwiller 07       |
| US Quevilly          | 3-0     | CO Cholet               |
| Olympique Alès       | 2-1     | UC Bagnols              |
| FC Sochaux           | 5-1     | CA Mulhouse             |
| Stade Enghien-Ermont | 4-2     | La Bastidienne Bordeaux |
| RC Strasbourg        | 3-0     | UL Moyeuvre Grande      |
| Le Havre AC          | 5-1     | SC Caudry               |
| SC Nîmes             | 7-0     | AS Valentigney          |
| OGC Nice             | 3-1     | US Suisse Paris         |
| US Saint-Servan      | 5-0     | Drapeau Fougères        |
| ES Hayange           | 3-0     | US Boulogne             |

### 1/16 finale
De wedstrijden werden op 7 januari 1934 gespeeld.
| Winnaar             | Uitslag | Verliezer           |
| ------------------- | ------- | ------------------- |
| FC Sète             | 3-0     | SO Béziers          |
| Olympique Marseille | 2-0     | Club Français       |
| Olympique Lille     | 1-0     | FC Saint-Louis 1911 |
| RC Roubaix          | 2-0     | US Bruay            |
| AC Amiens           | 5-0     | RC Lens             |
| Stade Rennes        | 3-1     | FC Antibes          |
| US Tourcoing        | 4-1 nv  | US Quevilly         |
| FC Rouen            | 2-1     | Olympique Alès      |

| Winnaar           | Uitslag | Verliezer            |
| ----------------- | ------- | -------------------- |
| SO Montpellier    | 1-0     | FC Sochaux           |
| FC Mulhouse       | 3-2     | Stade Enghien-Ermont |
| RC Paris          | 4-1     | RC Strasbourg        |
| RC Arras          | 1-0     | Le Havre AC          |
| CA Paris          | 3-2     | SC Nîmes             |
| AS Cannes         | 3-0     | OGC Nice             |
| AS Saint-Étienne  | 6-0     | US Saint-Servan      |
| Excelsior Roubaix | 4-1     | ES Hayange           |

### 1/8 finale
De wedstrijden werden op 4 februari 1934 gespeeld, de beslissingswedstrijden op 11 februari.
| Winnaar             | Uitslag     | Verliezer      |
| ------------------- | ----------- | -------------- |
| FC Sète             | 1-0         | SO Montpellier |
| Olympique Marseille | 2-1         | FC Mulhouse    |
| Olympique Lille     | 6-0         | RC Paris       |
| RC Roubaix          | 0-0 nv; 2-0 | RC Arras       |

| Winnaar      | Uitslag     | Verliezer         |
| ------------ | ----------- | ----------------- |
| AC Amiens    | 4-1         | CA Paris          |
| Stade Rennes | 2-0         | AS Cannes         |
| US Tourcoing | 1-1 nv; 4-3 | AS Saint-Étienne  |
| FC Rouen     | 1-0         | Excelsior Roubaix |

### Kwartfinale
De wedstrijden werden op 4 maart 1934 gespeeld, de beslissingswedstrijden op 18 maart.
| Winnaar             | Uitslag     | Verliezer    |
| ------------------- | ----------- | ------------ |
| FC Sète             | 3-0         | AC Amiens    |
| Olympique Marseille | 2-2 nv; 4-0 | Stade Rennes |
| Olympique Lille     | 3-0         | US Tourcoing |
| RC Roubaix          | 3-2 nv      | FC Rouen     |

### Halve finale
De wedstrijden werden op 8 april 1934 gespeeld.
| Winnaar             | Uitslag | Verliezer       |
| ------------------- | ------- | --------------- |
| FC Sète             | 1-0     | Olympique Lille |
| Olympique Marseille | 1-0     | RC Roubaix      |

### Finale
De wedstrijd werd op 6 mei 1934 gespeeld in het Stade Olympique Yves-du-Manoir in Colombes voor 40.600 toeschouwers. De wedstrijd stond onder leiding van scheidsrechter Jules Baert.
| Winnaar                             | Uitslag | Finalist            |
| ----------------------------------- | ------- | ------------------- |
| FC Sète                             | 2-1     | Olympique Marseille |
| István Lukács 22' István Lukács 72' |         | 2' Émile Zermani    |

1917/18 · 1918/19 · 1919/20 · 1920/21 · 1921/22 · 1922/23 · 1923/24 · 1924/25 · 1925/26 · 1926/27 · 1927/28 · 1928/29 · 1929/30 · 1930/31 · 1931/32 · 1932/33 · 1933/34 · 1934/35 · 1935/36 · 1936/37 · 1937/38 · 1938/39 · 1939/40 · 1940/41 · 1941/42 · 1942/43 · 1943/44 · 1944/45 · 1945/46 · 1946/47 · 1947/48 · 1948/49 · 1949/50 · 1950/51 · 1951/52 · 1952/53 · 1953/54 · 1954/55 · 1955/56 · 1956/57 · 1957/58 · 1958/59 · 1959/60 · 1960/61 · 1961/62 · 1962/63 · 1963/64 · 1964/65 · 1965/66 · 1966/67 · 1967/68 · 1968/69 · 1969/70 · 1970/71 · 1971/72 · 1972/73 · 1973/74 · 1974/75 · 1975/76 · 1976/77 · 1977/78 · 1978/79 · 1979/80 · 1980/81 · 1981/82 · 1982/83 · 1983/84 · 1984/85 · 1985/86 · 1986/87 · 1987/88 · 1988/89 · 1989/90 · 1990/91 · 1991/92 · 1992/93 · 1993/94 · 1994/95 · 1995/96 · 1996/97 · 1997/98 · 1998/99 · 1999/00 · 2000/01 · 2001/02 · 2002/03 · 2003/04 · 2004/05 · 2005/06 · 2006/07 · 2007/08 · 2008/09 · 2009/10 · 2010/11 · 2011/12 · 2012/13 · 2013/14 · 2014/15 · 2015/16 · 2016/17 · 2017/18 · 2018/19 · 2019/20 · 2020/21 · 
2021/22 · 2022/23 · 2023/24 · 2024/25 ·